# Debconf (software)

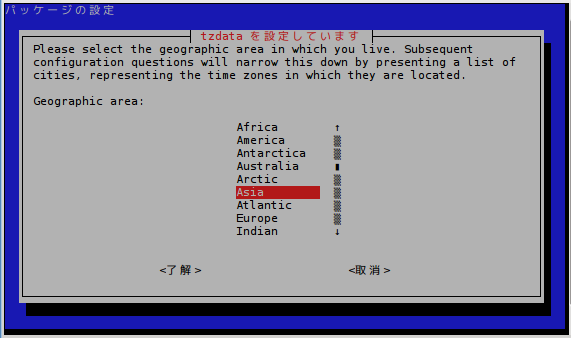

debconf es una utilidad para realizar tareas en sistemas de Unix. Fue desarrollado para la distribución Debian GNU/Linux, y está integrada con el sistema de gestión de paquetes, dpkg.
Al instalar paquetes, debconf hace preguntas al usuario usando las repuestas para configurar de forma automática el nuevo paquete. El nivel de las preguntas hechas depende en como está configurado debconf. Generalmente hay cuatro niveles de preguntas disponible:
1. Critical
2. High, informa debconf hacer solamente las preguntas cruciales para que funcione la configuración.
3. Medium, informa debconf hacer las preguntas cruciales más las preguntas necesarias para las personalizaciones más comunes
4. Low, informa debconf hacer preguntas para todos los detalles.

Es siempre posible cambiar el nivel de debconf con el comando dpkg-reconfigure debconf.
- Datos: Q1050332